# Ginger Baker
Ginger Baker, właśc. Peter Edward Baker (ur. 19 sierpnia 1939 w Londynie, zm. 6 października 2019 w Canterbury) – brytyjski perkusista.

## Życiorys

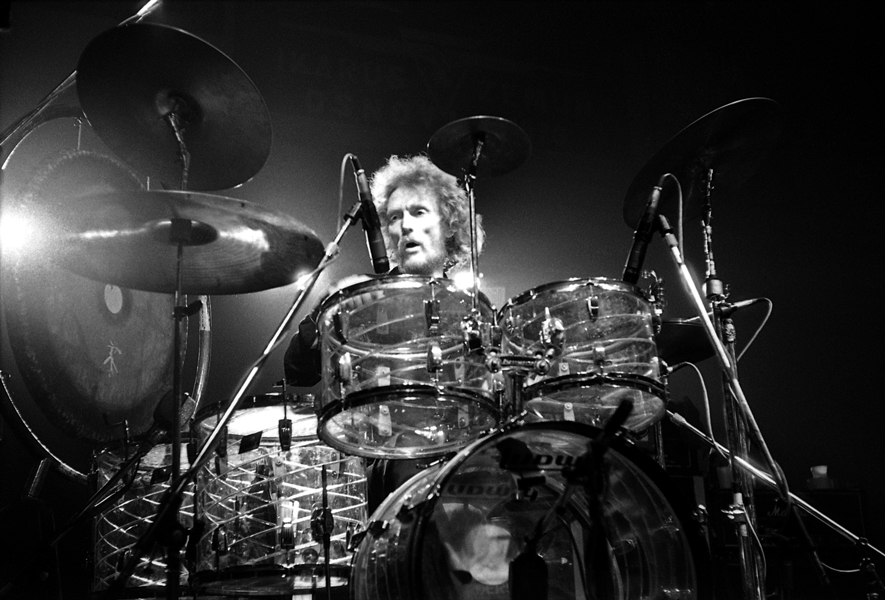
Ginger Baker (1980)

Popularność zdobył dzięki występom w trio Cream w latach 1966–1968. Poza Bakerem do grupy należeli Jack Bruce i Eric Clapton. Po rozpadzie tego zespołu Baker założył z tym drugim supergrupę Blind Faith, która rozwiązała się po wydaniu zaledwie jednego albumu. Kolejne jego dokonania to okres Ginger Baker’s Air Force i Baker Gurvitz Army. Później grał w takich zespołach jak Hawkwind, Atomic Rooster czy Masters of Reality, a także wystąpił jako muzyk studyjny na płycie Public Image Ltd.
Podstawowymi wyróżnikami stylu Bakera były duże umiejętności techniczne oraz wizualna atrakcyjność jego gry, a także interesująca rytmika, aranżacja utworów oraz dobre wyważenie współpracy sekcji rytmicznej i muzyczno-wokalnej. On i Keith Moon są często uważani za prekursorów w kreowaniu wizerunku perkusisty – showmana. Im też (wraz z innymi muzykami tego okresu) przypisuje się podniesienie statusu ich instrumentu z drugorzędnego do niemal tak ważnego, jak gitara elektryczna. Baker zasłynął też wprowadzeniem do perkusji rockowej nieużywanych wcześniej elementów, takich jak drugi bęben basowy. Miały na niego wpływ różne gatunki, m.in. rock, jazz i blues czy muzyka etniczna.
W 2007 muzyk został sklasyfikowany na 16. miejscu listy 50 najlepszych perkusistów rockowych według Stylus Magazine.

## Dyskografia

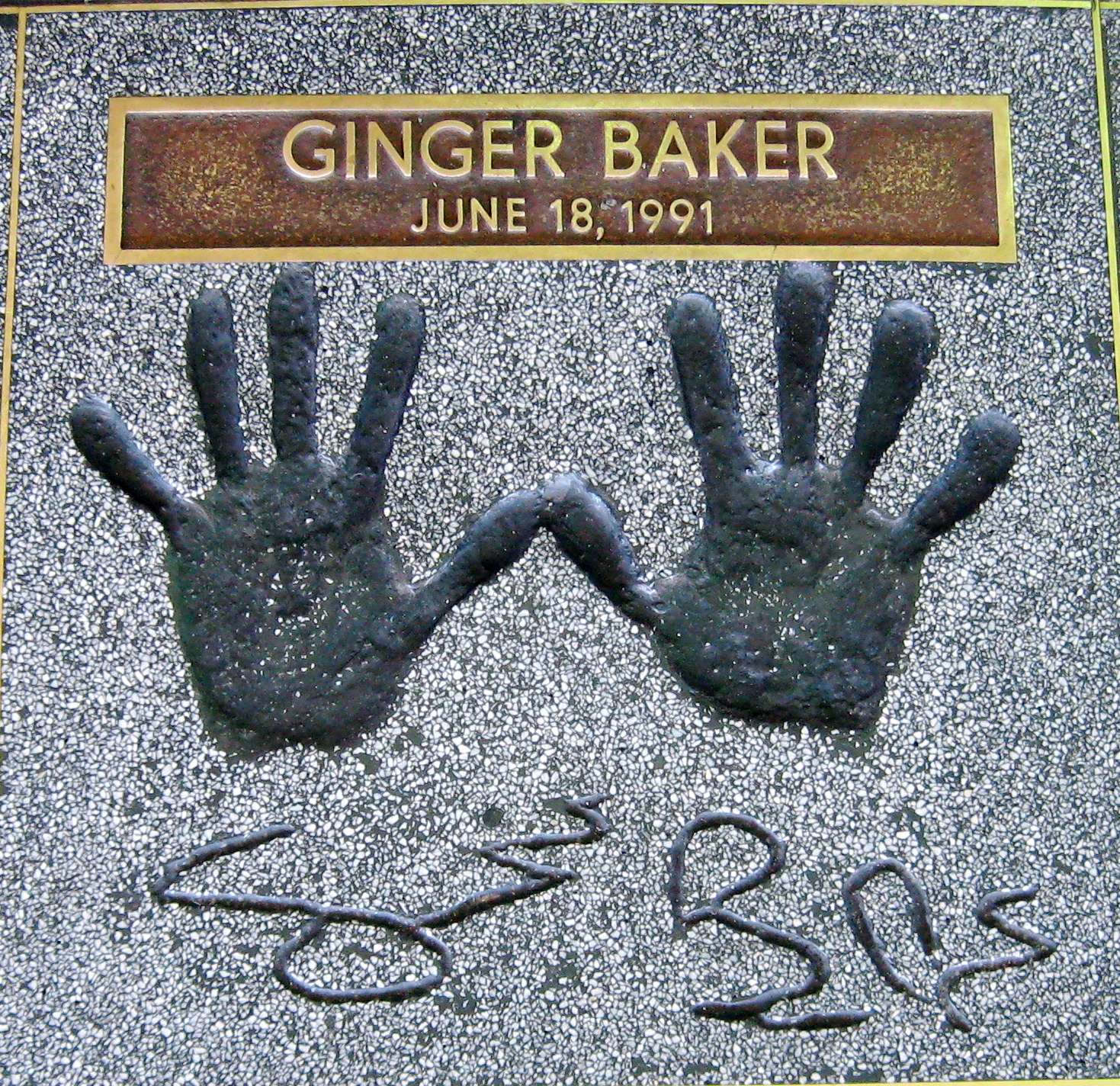
Odcisk dłoni Bakera w Hollywood Rock Walk of Fame

- Ginger Baker & Friends – Eleven Sides Of Baker (1977, Vertigo Records)[5]
- Ginger Baker – Horses & Trees (1986, Celluloid Records)[6]
- Ginger Baker – Middle Passage (1990, Axiom)[7]
- Ginger Baker, Jens Johansson, Jonas Hellborg – Unseen Rain (1992, Day Eight Music)[8]
- Ginger Baker – Going Back Home (1994, WEA)
- Ginger Baker,The DJQ2O, James Carter – Coward of the County (1999, Atlantic Records)[9]
- Ginger Baker – African Force (2001)[10]
- Ginger Baker – Why? (2014, Motéma)[11]

## Filmografia
- Jimi Hendrix: The Guitar Hero (2011, film dokumentalny, reżyseria: Jon Brewer)[12]
- Uwaga! Mr. Baker (2012, film dokumentalny, reżyseria: Jay Bulger)[13]

## Publikacje
- Ginger Baker: Hellraiser: The Autobiography of the World’s Greatest Drummer, 2010, John Blake, ISBN 978-1-84454-966-5